# Hypercompe indecisa
Hypercompe indecisa es una polilla de la familia Erebidae descrita por primera vez por Francis Walker en 1855. Se encuentra en Argentina, Paraguay, Uruguay y sur de Brasil.

## Nombres comunes
En Argentina se la conoce como gata peluda de los almácigos, gatita de los almácigos o polilla tigre, este último nombre debido a las manchas que presentan los adultos.

## Características
Los adultos presentan diseños y manchas con base al gris o marrón grisáceo. Las orugas son similares a las de toda la familia Erebidae.

## Comportamiento
Las larvas son muy voraces considerándose plaga de los cultivos y han sido encontradas alimentándose de especies de Beta, Brassica, cítricos, Cucurbita, Datura, Diospyros, Fragaria, Hippeastrum, Leucanthemum, Persea, Pisum, Prunus, Ricinus, Rosa, Senecio, Solanum, Spiraea y Zea.

## Galería

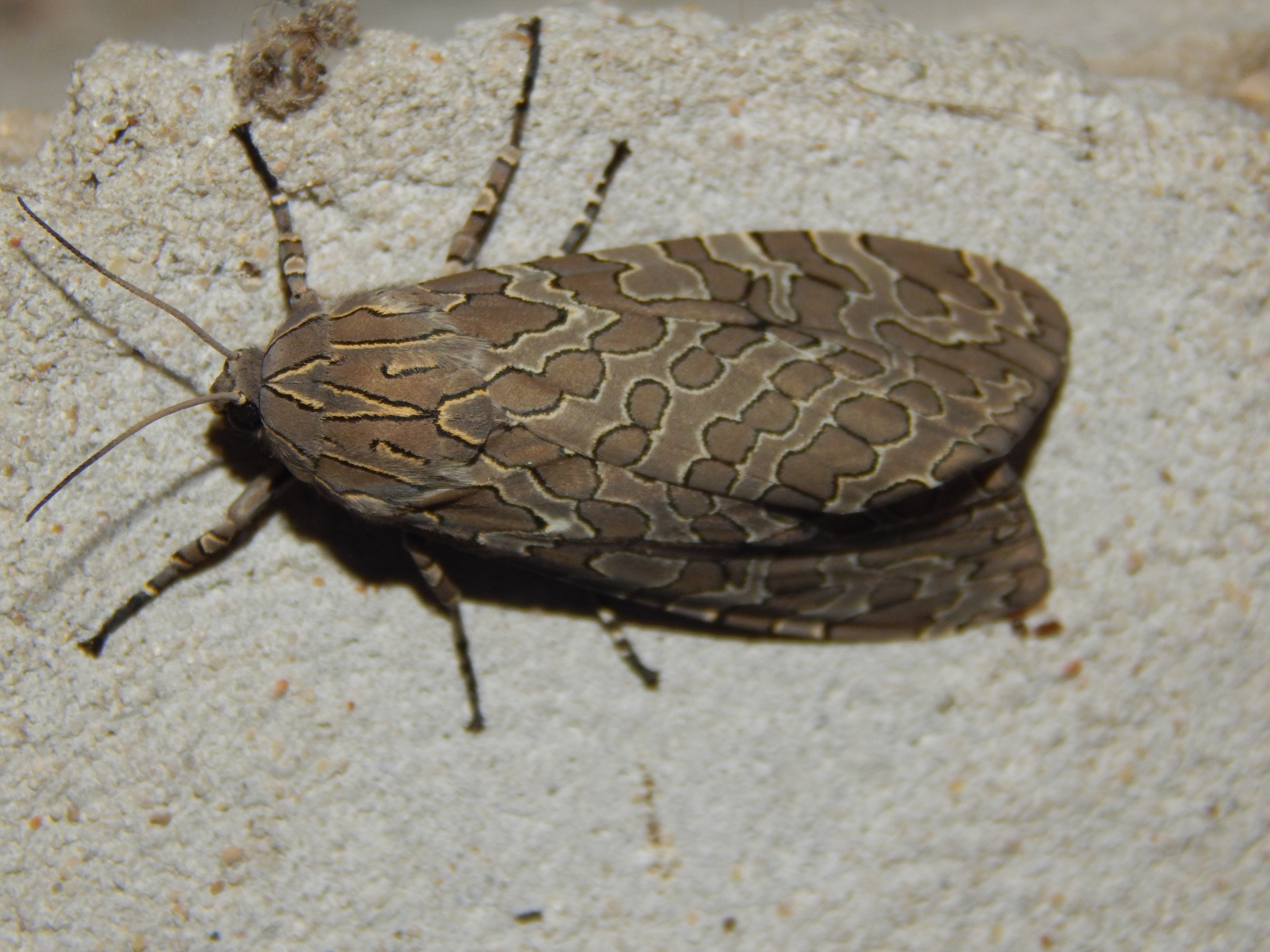
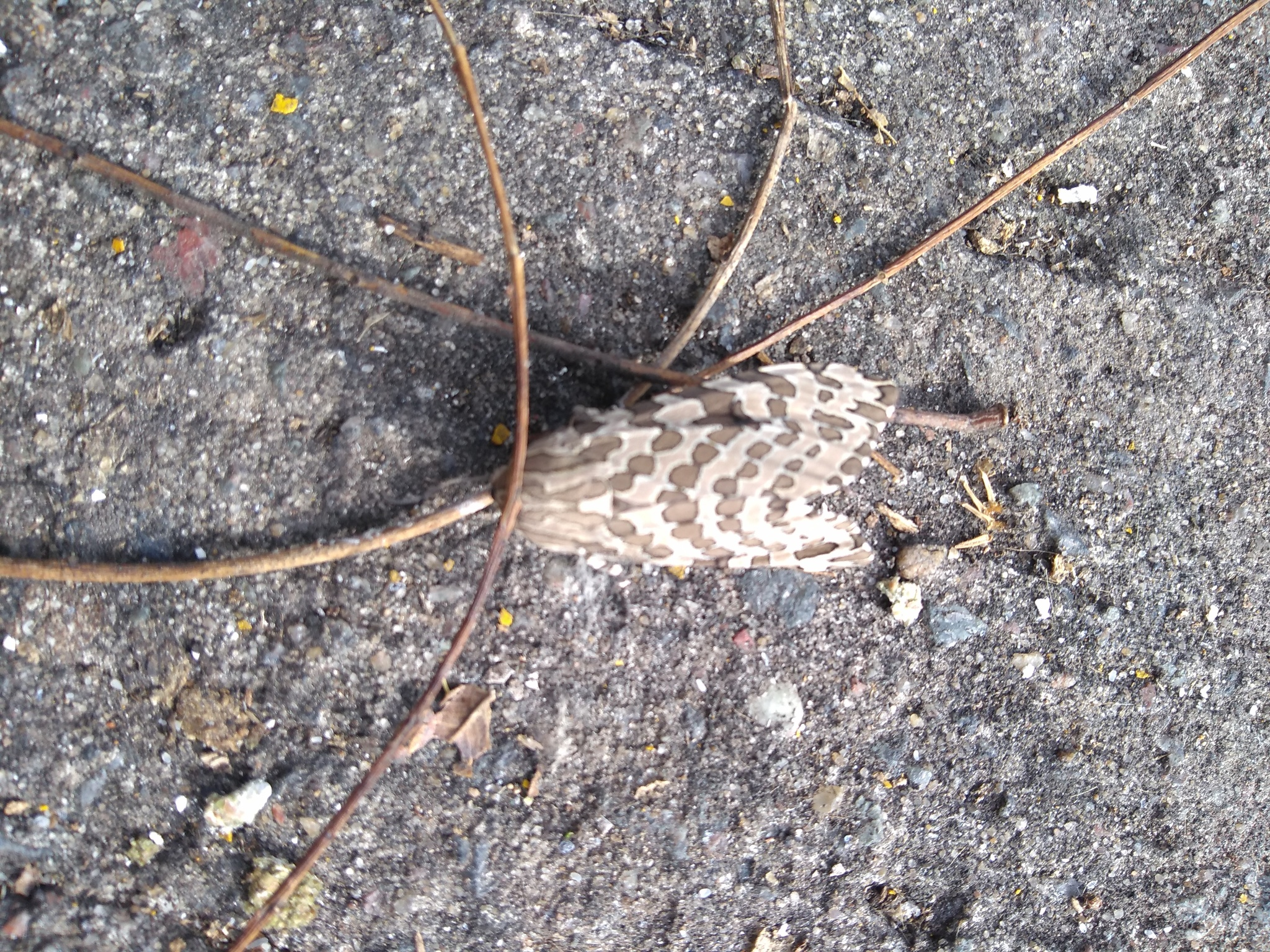
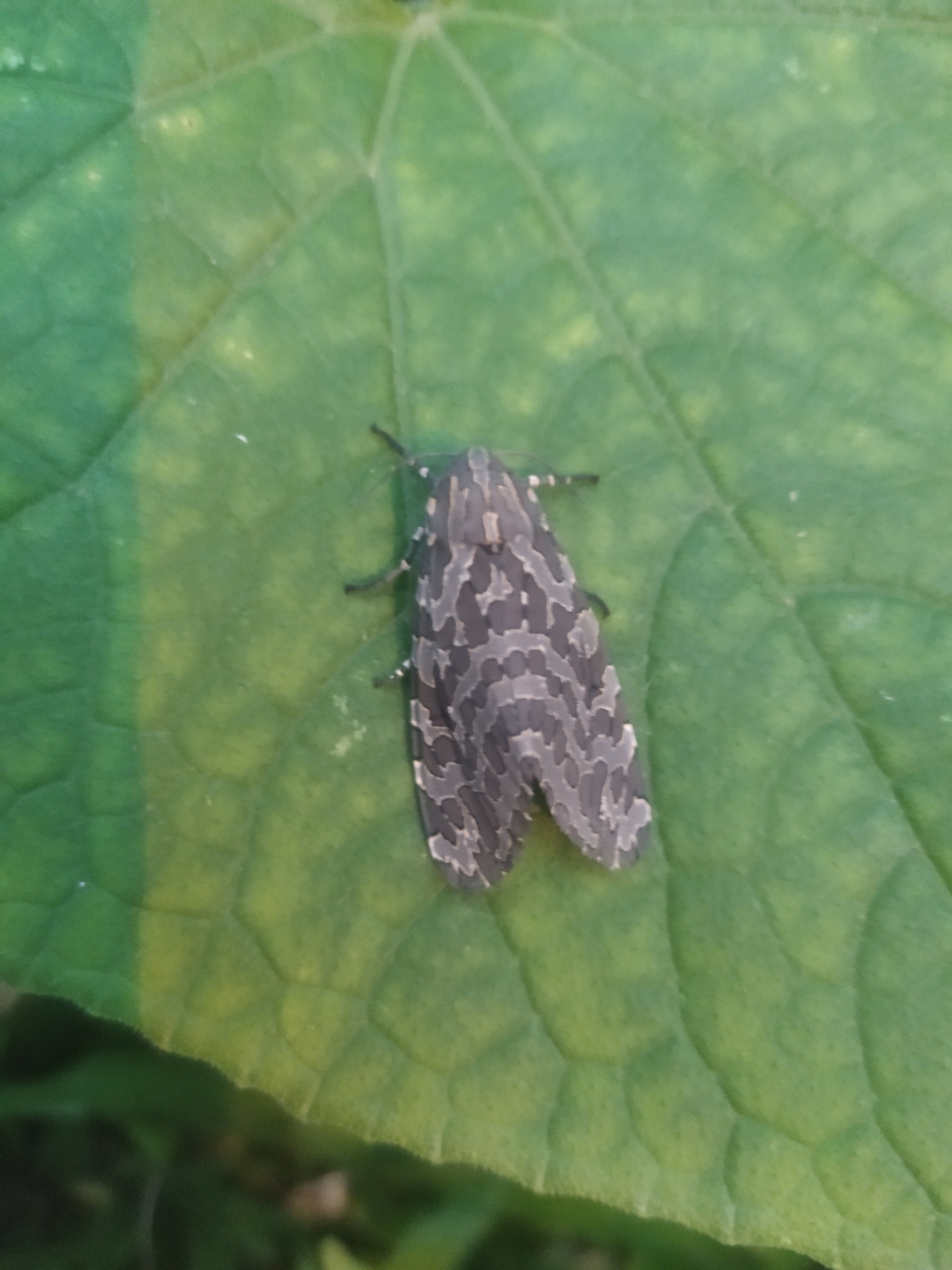
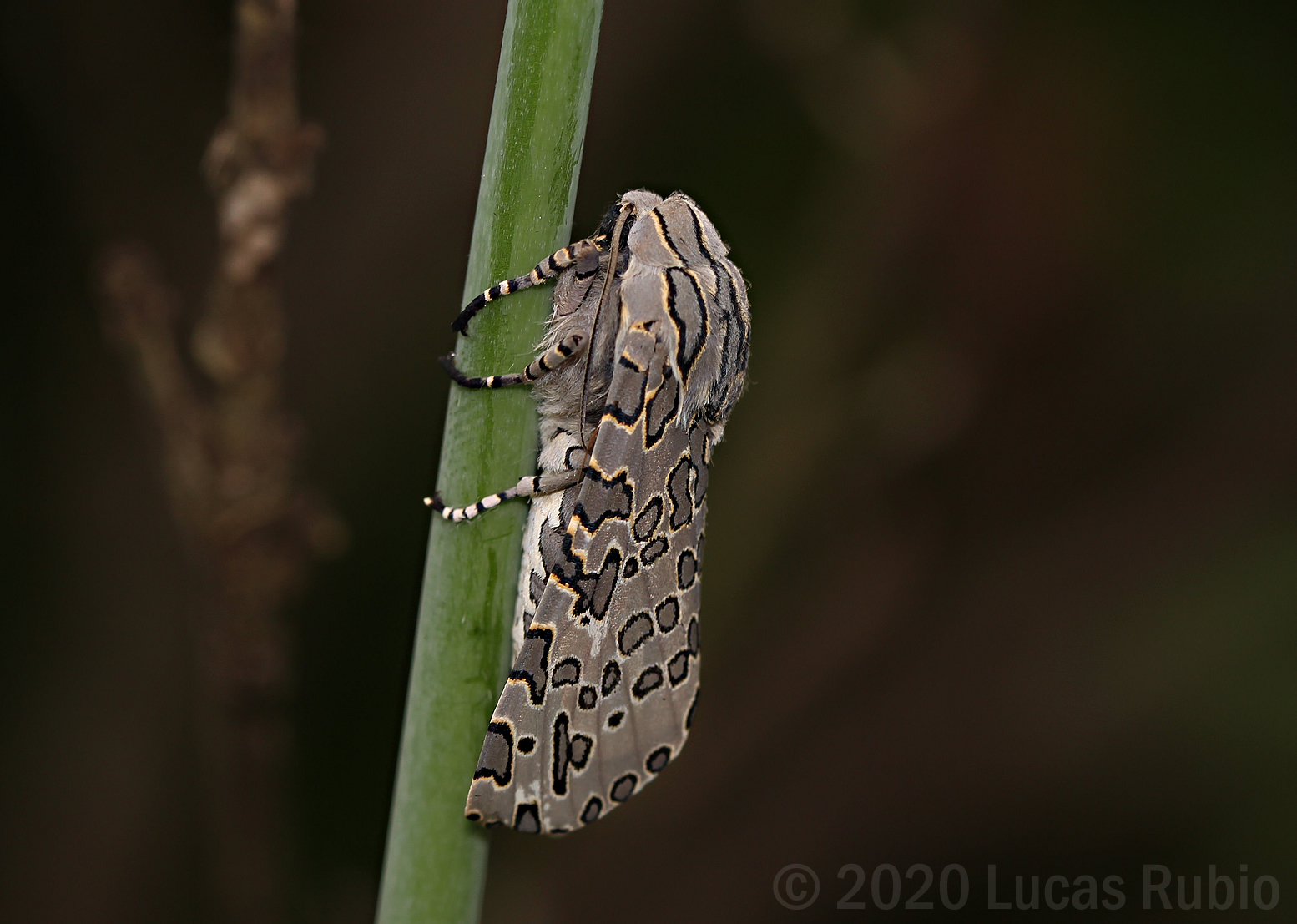
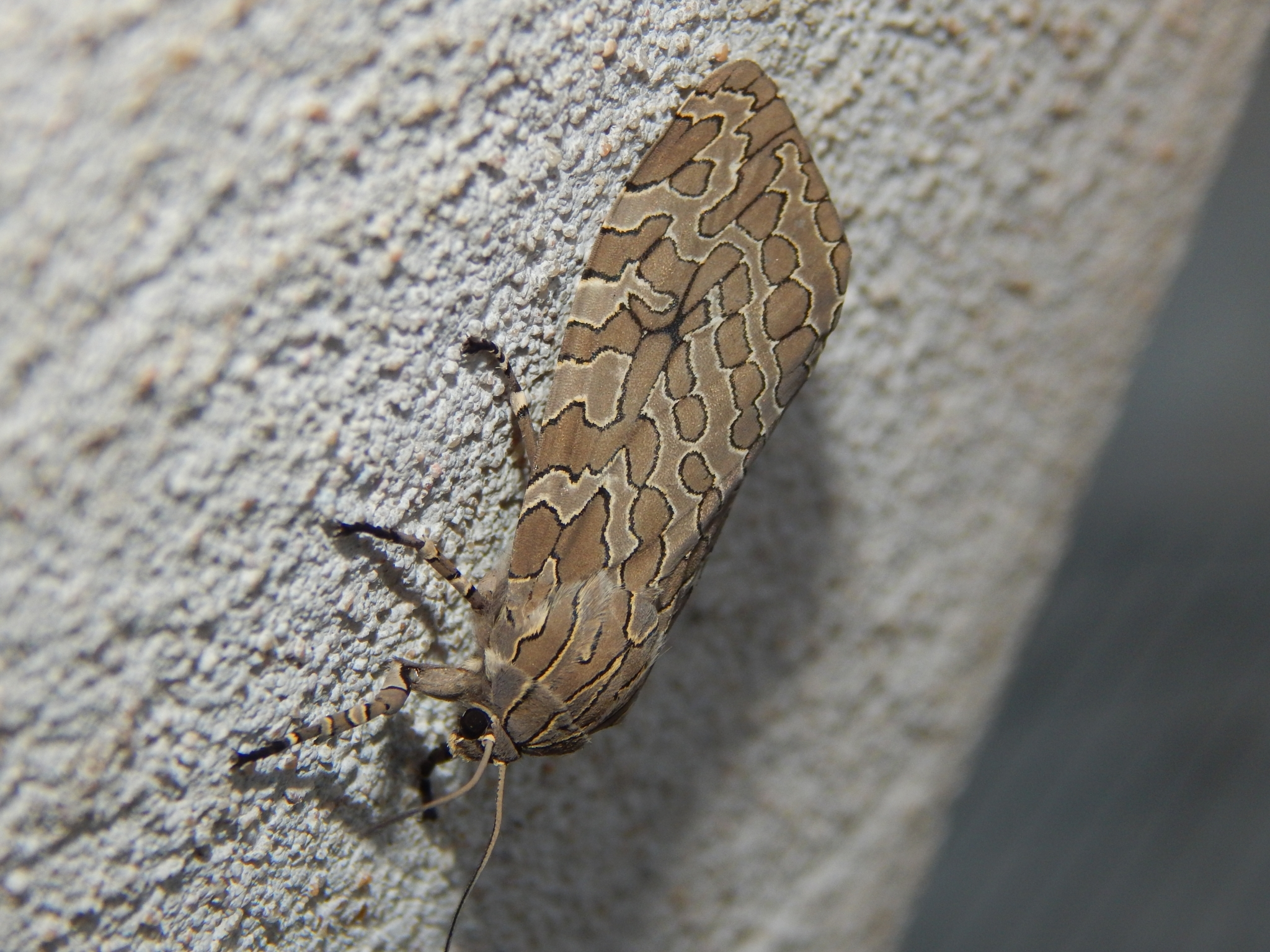